# Herr der Tiere

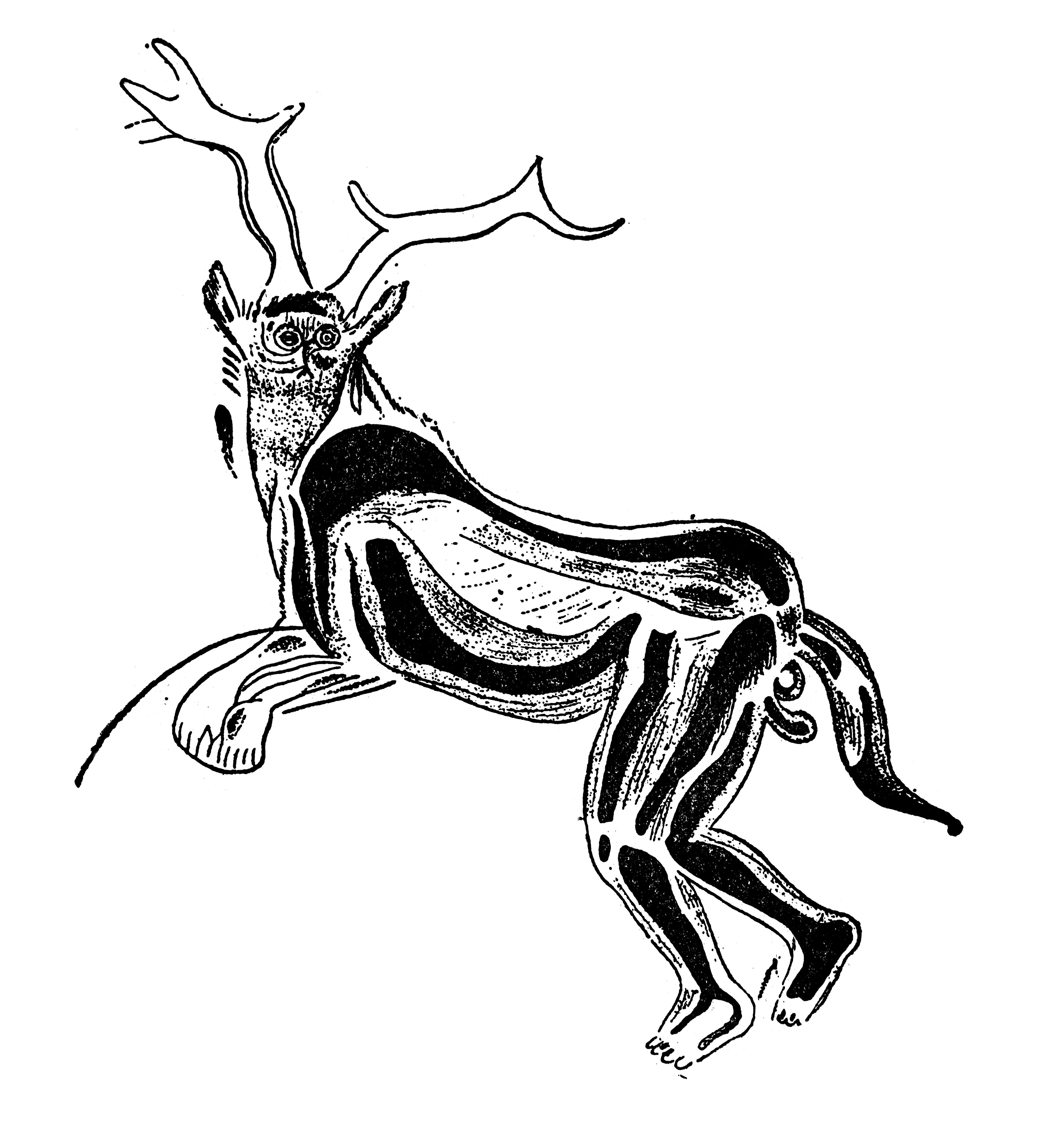
Steinzeitliche Höhlenmalerei mit jägerischem Kontext: „Herr der Tiere“ oder Schamane?

Als Herr der Tiere oder seltener auch Herrin der Tiere wird ein göttliches Wesen bezeichnet, das in den Primärreligionen vieler Wildbeuter-Kulturen als Hüter der Tierwelt, bisweilen als ihr Schöpfer und Bewahrer ihrer Fruchtbarkeit oder auch als Helfer des Jägers angesehen wird. Diese Vorstellung war vor allem im nördlichen Eurasien, in Teilen Afrikas sowie Nord- und Südamerikas verbreitet.
Eine trotz Unterschieden vergleichbare Rolle spielte die Potnia theron (Herrin der Tiere) in der minoischen Kultur und der griechischen Antike. Die religionsgeschichtliche Wissenschaft geht davon aus, dass diese gottähnliche Vorstellung bereits in den ältesten archaisch-animistischen Religionen der Menschheitsgeschichte verehrt wurde.

## Vielfalt der Figuren

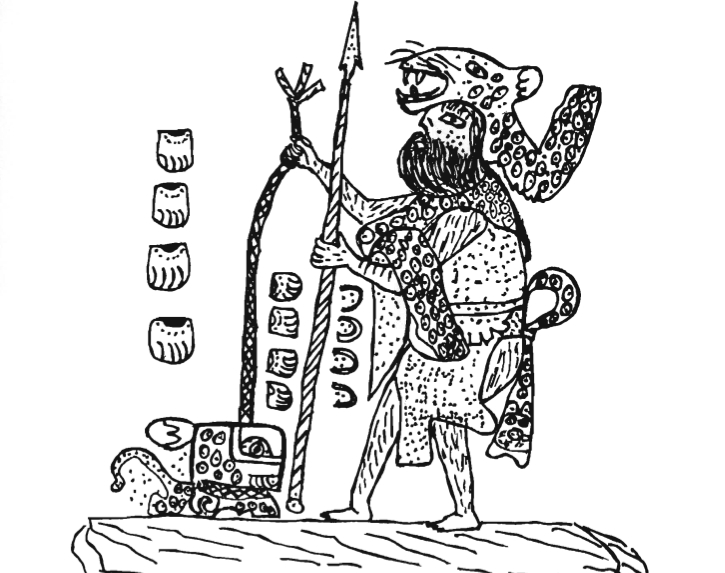
Jaguar-Gott der Maya: Bärtiger Gott mit Jaguarumhang und Jaguar an der Leine

Die Erscheinungsformen dieses Geistwesens waren sehr verschieden: Die Gestalt wurde entweder als menschenähnlich, als tierähnlich oder als Mischwesen beschrieben. Der Großteil dieser Wesen ist männlich, es kommen aber auch weibliche oder androgyne Figuren vor. Einige Beispiele:
- verschiedene Völker des Kulturareales Sibirien: bärengestaltiger Herr der Tiere, der tief in der Taiga lebt
- Ainu (Japan): Kamuy, Synonym für Gott und Bär
- Hindukusch: Mütter der Wildziegen und Steinböcke, die im eisigen Hochgebirge leben
- Tungusische Völker: Herrin der Elche und Hirsche, die im Wurzelwerk des Weltenbaumes lebt
- Pygmäen (Zentralafrika): Kmvum, himmlischer Schöpfergott und Herr der Tiere und Pflanzen[4]
- Eskimo: Sedna, die Gebieterin der Fische und Meeressäuger, die auf dem Meeresgrund lebt
- Cheyenne (USA): Ehyoph’sta, der Geist einer Büffelfärse in Frauengestalt[5]
- Maya (Yucatan): Yuntsil balam, der pfeifende Jaguargott, dem Hilfsgeister für einzelne Tierarten unterstehen[2]
- Mbyá (Gran Chaco): Gu-achu Ja Ete bzw. Omimby i va’e – Derjenige, der pfeift –, die „wahren Herrn des Wildes“[6]
- Tupí-Guaraní-Völker (vor allem Brasilien, Bolivien): Curupi soll – wahrscheinlich seit der frühkolonialen Zeit – als „Herr der Tiere“ gelten. „[...] vollkommen behaart, in einer Hand trage er Pfeil und Bogen, in der anderen einen Stock, er schieße das Wild und entführe manchmal den einen oder anderen Menschen in seine Heimat“[6]
- Aché (Paraguay): Chono („Donner, Blitz, Gewitter“), Schutzherr oder -herrin einiger Tiere, insbesondere einiger Vögel. Soll früher ein dem Kolibri ähnlicher Vogel gewesen sein, heute ein arm- und beinloser Rumpf mit Kopf.[6]
- Murngin (Australien): „Great Father up there in the sky“, sieht aus wie ein sehr großer Mensch und ist Besitzer aller Tiere. Er selbst verspeist sie im Himmel und nur, wenn er deren Knochen danach auf die Erde wirft, entstehen daraus viele neue Tiere der jeweiligen Art.[7] (Man beachte die Ähnlichkeit zu den Dema-Gottheiten der Gartenbaukulturen Neuguineas)

## Bedeutung
„Chono wohne im Jenseits, wo der Baum namens „wolkenloser Himmel“ seine Krone habe. Bei Gewitter fahre er auf die Erde hinunter. Dies geschehe aus Wut, die jedoch meistens nicht Chonos Wut darstelle, sondern in ihr zeige sich der Zorn menschlicher und tierischer Totenseelen. Jagten die Aché den Vogel „jakane“ (Euler-Schnäppertyrann) zu heftig, so trete aus dem Auge dieses Tieres Chonos Blitz heraus. Die Rache treffe nicht unbedingt die Menschen, sondern bestimmte Bäume, die von menschlichen Totenseelen bewohnt würden.“

Allen diesen Götterwesen ist gemeinsam, dass sie bestimmte Tiere beschützen und darüber entscheiden, ob ein Tier getötet werden darf oder nicht. Der Mensch – der sich in traditionellen Jägerkulturen als Verwandter der Tiere versteht – gerät durch die Jagd in ein Dilemma, denn das Töten von Verwandten gilt in allen menschlichen Kulturen als Vergehen. Der Jäger muss die Geisterwelt um Versöhnung bitten. Er kann die Entscheidung des Herrn der Tiere durch seinen Respekt oder durch Geschenke beeinflussen. Dazu müssen bestimmte Regeln und Rituale eingehalten werden. Bei Verstößen fürchteten die Menschen Bestrafungen durch den Herrn der Tiere. Eine weit verbreitete Regel, die offensichtlich der nachhaltigen Bewahrung des Wildbestandes diente, war die Beschränkung auf die Anzahl der Beutetiere, die für den Lebensunterhalt notwendig waren.
Bei manchen Ethnien war der lokale Geisterbeschwörer für die Kontaktaufnahme zum Tiergott zuständig und trug zum Teil auch die Verantwortung für das Jagdglück.